# Nicole Okala Bilaï
Nicole Okala Bilaï (přechýleně Nicole Okala Bilaïová, celým jménem Nicole Ariette Eléonore Okala Bilaï Ahandjena; 26. května 1946, Dang, Francouzský Kamerun) je kamerunská politička, restauratérka, herečka, modelka a podnikatelka.

## Vzdělání a brzká kariéra
Jejím otcem byl kamerunský politik Charles Okala. Bilaïová drží certifikát Bafa de Ludothécaire, díky kterému může provozovat volnočasová centra pro kamerunské děti. V roce 1996 získala diplom z Institut des langues occidentales. Následně navštěvovala pařížský Institut de formation commerciale permanente, kde obdržela diplom v roce 2004. V letech 1976 až 1994 pracovala jako ředitelka francouzské společnosti, poté také jako obchodní poradkyně v Paříži. V roce 1980 si hrála ve filmech La brûlure  a Notre fille ne se mariera pas.
Pracovala také jako lékařská delegátka kamerunské asociace lékárníků a jako zástupkyně dvou velkých francouzských farmaceutických společností. V roce 1977 se Bilaïová seznámila se svým manželem, poté začala podnikat jako majitelka restaurace v Douale. Je vdaná a má čtyři děti.

## Politické působení
V roce 1985 vstoupila do RDPC. O šest let později z této strany vystoupila, aby založila USC. USC se později sloučila s Národní unií pro demokracii a pokrok. V roce 2007 odešla  Bilaïová z UNDP a vrátila se zpět k CPDM. Ve stejném roce si ji obyvatelé města Mbangassina zvolili jako starostku. Od 29. dubna 2013 je členkou kamerunského Senátu. Po svém zvolení do pozice senátorky se stala místopředsedkyní Komise pro vzdělávání, odbornou přípravu a mládež.

## Přehled politických milníků
| Datum         | Událost                                       |
| ------------- | --------------------------------------------- |
| 1991          | První předsedkyně politické strany v Kamerunu |
| 2007          | Starosta města Mbangassina                    |
| 2013 až dosud | Senátorka kamerunského Senátu                 |